# Oebazos (militar)
Oebazos (Oeobazus, Οἰόβαζος) fou un noble persa, comandant militar, que quan els grecs van arribar a l'Hel·lespont després de la batalla de Micale (479 aC) va fugir de Càrdia cap a la ciutat de Sestos que estava millor fortificada.
Els atenencs van assetjar aquesta ciutat sota la direcció de Xàntip; finalment la gana a la ciutat va esdevenir insuportable i els assetjats van fugir però molts foren capturats pels apsintis tracis; Oebazos, un dels capturats, fou sacrificat al deu traci Pleitoros.